# 無色 (アルバム)
『無色』（むしょく）は、上原あずみの1枚目のオリジナル・アルバム。2002年11月6日にGIZA studioから発売された。

## 概要
収録されている全楽曲の作詞は、上原自身又はAZUKI七との共作で手掛けている。収録曲全12作中7曲が番組やCMタイアップ曲となっている。
「Special Holynight」はNTT DoCoMoのCMソングとして起用され上原あずみ自身もCM（全3バージョン）に出演している。
アルバムリリースでのプロモーションなどは行っていなかったがアルバム発売前後にスポットCM（30秒CM、15秒CMなど4バージョン）が大量にオンエアされた。オリコン週間チャートでは初登場5位とヒットを記録するも、この作品発表後3年間リリースが止まり、メディア露出もライブ出演と雑誌の連載のみに抑えることとなる。また、「青い青いこの地球に」「Special Holynight」「Bye Bye My BLUE SKY」の3曲のシングルは歌い直しが行われている。

## 収録曲
| 全作詞: 上原あずみ（特記以外）。 |                                                   |                        |             |          |      |
| #                                | タイトル                                          | 作詞                   | 作曲        | 編曲     | 時間 |
| 1.                               | 「無色」                                          | 上原あずみ（特記以外） | K's letters | 徳永暁人 | 4:14 |
| 2.                               | 「Lazy」                                          | 上原あずみ（特記以外） | 徳永暁人    | 徳永暁人 | 4:03 |
| 3.                               | 「Tear Drop」                                     | 上原あずみ（特記以外） | 小澤正澄    | 小林哲   | 5:10 |
| 4.                               | 「One's Love」                                    | 上原あずみ（特記以外） | 川島だりあ  | 舛井功   | 3:49 |
| 5.                               | 「ask me」                                        | 上原あずみ（特記以外） | 川島だりあ  | 徳永暁人 | 3:28 |
| 6.                               | 「Special Holynight」(作詞: 上原あずみ、AZUKI七)  | 上原あずみ（特記以外） | 大野愛果    | 尾城九龍 | 4:26 |
| 7.                               | 「Bye Bye My BLUE SKY」                           | 上原あずみ（特記以外） | 三好誠      | 尾城九龍 | 3:56 |
| 8.                               | 「Clash! Clash!」                                 | 上原あずみ（特記以外） | 川島だりあ  | 小澤正澄 | 3:55 |
| 9.                               | 「Stay with me」                                  | 上原あずみ（特記以外） | 綿貫正顕    | 徳永暁人 | 3:25 |
| 10.                              | 「Deep Black」                                    | 上原あずみ（特記以外） | 川島だりあ  | 池田大介 | 4:38 |
| 11.                              | 「I Love You」                                    | 上原あずみ（特記以外） | 豆田将      | 小澤正澄 | 4:39 |
| 12.                              | 「青い青いこの地球に」(作詞: 上原あずみ、AZUKI七) | 上原あずみ（特記以外） | 大野愛果    | 尾城九龍 | 3:50 |
| 合計時間:                        | 合計時間:                                         | 合計時間:              | 合計時間:   | 49:33    |      |

## メディアでの使用
| #  | 曲名                    | タイアップ                                                      |
| -- | ----------------------- | --------------------------------------------------------------- |
| 2  | 「無色」                | TVアニメ『名探偵コナン』エンディングテーマ                      |
| 3  | 「Lazy」                | TBS系音楽番組『COUNT DOWN TV』エンディングテーマ                |
| 6  | 「Special Holynight」   | NTT DoCoMo「M-stage MUSIC」CMソング                             |
| 7  | 「Bye Bye My BLUE SKY」 | TBS系バラエティ番組『新ウンナンの気分は上々』エンディングテーマ |
| 8  | 「Clash! Clash!」       | 『2002 FUKUI 第18回北陸女子駅伝』テーマソング                   |
| 11 | 「I Love You」          | 日本テレビ『THE・サンデー』エンディングテーマ                   |
| 12 | 「青い青いこの地球に」  | TVアニメ『名探偵コナン』エンディングテーマ                      |

## 参加ミュージシャン
- 徳永暁人
- 尾城九龍
- 小澤正澄
- 池田大介
- 小林哲
- 舛井功
- 大賀好修
- 三好誠
- 綿貫正顕
- Iijima Takuya
- 宇徳敬子 - コーラス
- 大野愛果 - コーラス
- 岩井勇一郎（三枝夕夏 IN db） - コーラス
- 輝門 - コーラス